# Sella d'argento
Sella d'argento è un film del genere western all'italiana del 1978 diretto da Lucio Fulci con Giuliano Gemma.

## Trama
Il cowboy solitario Roy Blood, più noto come Sella d'argento, si ritrova a salvare la vita al piccolo Thomas Barrett Jr., figlio di un ricco possidente - oramai defunto - che ha a suo tempo causato la morte del padre di Roy. Nonostante la faida familiare che li vorrebbe nemici i due si affezionano e anzi Roy finirà, grazie anche all'aiuto del pistolero vagabondo "Serpente Due Colpi", a sventare il losco piano con cui lo zio del ragazzo si vuole liberare del nipote e di sua sorella per impadronirsi della loro ricca eredità.